# Ienăchiță Văcărescu
Ienăchiță Văcărescu (1740-1797) fue un escritor, historiador y filólogo rumano.
Era boyardo en Valaquia y pertenecía a la familia Văcărescu.
Escribió la primera gramática rumana en 1787 titulada Observații sau băgări de seamă asupra regulilor și orânduielilor gramaticii românești (Observaciones de las reglas y disposiciones de la gramática rumana). También finalizó un trabajo sobre la gramática griega (Gramatica greacă completă).